# هيروكو هاياشي
هيروكو هاياشي (بالكانا:はやし ひろこ) هي مغنية وممثلة يابانية، ولدت في 16 أكتوبر 1959 في اليابان.

## وصلات خارجية
- هيروكو هاياشي على موقع IMDb (الإنجليزية)
- هيروكو هاياشي على موقع ميوزك برينز (الإنجليزية)
- هيروكو هاياشي على موقع أول ميوزيك (الإنجليزية)
- هيروكو هاياشي على موقع قاعدة بيانات الفيلم (الإنجليزية)